# Crataegus macracantha
Crataegus macracantha — вид рослин із родини трояндових (Rosaceae).

## Біоморфологічна характеристика
Це кущ заввишки 40–60(80) дм. Старші стовбури зазвичай мають складні шипи. Молоді гілочки червонувато-зелені, зазвичай голі, 1-річні темні, блискучі червонувато-коричневі, 2–3-річні стають темно-сірими, старші ± блідо-сірі; колючки на гілочках зазвичай численні, вигнуті, блискучі, темно-чорнувато-коричневі, старші сірі, міцні, 3–7(11) см. Листки: ніжка листка 1–2 см; пластини від вузько-ромбо-еліптичних до широко-ромбо-яйцюватих (іноді вузько-зворотнояйцеподібні), 4–7(10) см, часточок по 3–5 з кожної сторони, верхівка частки зазвичай тупа, краї пилчасті, крім біля основи. Суцвіття 15–30-квіткові. Квітки 13–19 мм у діаметрі; чашолистки вузькотрикутні, 4–6 мм; пиляки білі чи рожеві. Яблука від яскраво-червоних (захід) до повністю малинових (схід), майже округлі, 7–12 мм у діаметрі, голі чи запушені; кісточок 2 чи 3. 2n = 68. Цвітіння: квітень — червень; плодоношення: вересень і жовтень.

## Середовище проживання
Вид зростає у США й Канаді (Альберта, Аризона, Британська Колумбія, Колорадо, Коннектикут, Іллінойс, Індіана, Айова, Канзас, Манітоба, Меріленд, Массачусетс, Мічиган, Міннесота, Міссурі, Монтана, Небраска, Нью-Гемпшир, Нью-Мексико, Нью-Йорк, Північна Дакота, Огайо, Онтаріо, Орегон, Пенсильванія, Квебек, Род-Айленд, Саскачеван, Південна Дакота, Юта, Вермонт, Вірджинія, Вашингтон, Західна Вірджинія, Вісконсин, Вайомінг). Населяє чагарники; на висотах 20–1600 метрів.